# Ђело (Лука)
Ђело је насеље у Италији у округу Лука, региону Тоскана.
Према процени из 2011. у насељу је живело 132 становника. Насеље се налази на надморској висини од 477 м.